# Diocese do México
Diocese do México (em castelhano:  Diócesis de México, em inglês:  Diocese of Mexico, em russo:  Епархия Мексики) é uma diocese missionária (exarcado) da Igreja Ortodoxa na América (em inglês:  Orthodox Church in America, abrev.: OCA). Seu território inclui paróquias, mosteiros e missões localizadas em quatro Estados do México (além da Cidade do México) – Chiapas, México, Jalisco e Veracruz. A chancelaria diocesana está localizada na Cidade do México.
O atual bispo governante do exarcado é Alejo (Pacheco-Vera), bispo da Cidade do México.

## História
O Exarcado mexicano foi criado através da conversão em massa (cerca de 10.000-20.000 pessoas) de uma diocese inteira da Igreja Católica Nacional Mexicana à Ortodoxia em 1972. Bispo Dmitri (Roister) foi o exarca do México de 1972 a 2008.
Em 16 de outubro de 2008, o exarcado foi reorganizado como diocese do México e o bispo Alejo (consagrado em 28 de maio de 2005) foi eleito bispo governante e instalado na Catedral da Ascensão na Cidade do México em 18 de janeiro de 2009.

## Estrutura

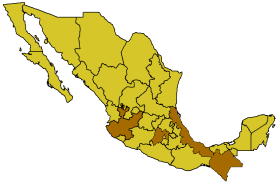
Os Estados nos quais a diocese do México tem jurisdição (2016).

A diocese está agrupada geograficamente em cinco decanatos, cada um composto por várias paróquias. Cada decanato é chefiado por um pároco, conhecido como decano. Os reitores coordenam as atividades nas paróquias de sua área e se reportam ao bispo diocesano. Os atuais decanatos do exarcado do México são:
- Decanato do Norte;
- Decanato do Ocidente;
- Decanato do Oriente;
- Decanato Central;
- Decanato do Sul.

## Primazes

### Exarcado mexicano
- Dimitri (Roister) (16 de fevereiro de 1972 - 16 de outubro de 2008);[5]
- Aleixo (Pacheco-Vera) (16 de outubro de 2008 - 14 de janeiro de 2009).[4]

### Diocese do México
- Aleixo (Pacheco-Vera) (desde 14 de janeiro de 2009).[4]